# Dorota Frydecka
Dorota Agnieszka Frydecka – polska psychiatra, profesor nauk medycznych i nauk o zdrowiu.

## Życiorys
W latach 2002-2004 ukończyła studia informatyczne w Politechnice Wrocławskiej i lekarskie w Akademii Medycznej we Wrocławiu, w 2009 r. obroniła pracę doktorską pt. Polimorfizm genów CTLA-4 i CD28 u chorych na schizofrenię i u osób zdrowych, której promotorem był prof. Andrzej Kiejna, w 2016 r. habilitowała się na podstawie pracy zatytułowanej Związek wybranych parametrów układu odpornościowego z ryzykiem zachorowania na schizofrenię, jej przebiegiem i symptomatologią. W 2022 r. uzyskała tytuł profesora nauk medycznych i nauk o zdrowiu.
Została pracownikiem naukowym na Uniwersytecie Medycznym im. Piastów Śląskich we Wrocławiu i w Akademii Muzycznej im. Karola Lipińskiego we Wrocławiu.
Należy do Rady Dyscypliny Naukowej - Nauk Medycznych UMW.